# (9312) 1987 VE2
A (9312) 1987 VE2 a Naprendszer kisbolygóövében található aszteroida. Ueda Szeidzsi és Kaneda Hirosi fedezte fel 1987. november 15-én.